# Lepthyphantes gadesi
Lepthyphantes gadesi là một loài nhện trong họ Linyphiidae.
Loài này thuộc chi Lepthyphantes. Lepthyphantes gadesi được Jean-Louis Fage miêu tả năm 1931.